# Mistrzostwa Czterech Kontynentów w Łyżwiarstwie Figurowym 2011
Mistrzostwa czterech kontynentów w łyżwiarstwie figurowym 2011 – 13. edycja zawodów rangi mistrzowskiej dla łyżwiarzy figurowych z Azji, Afryki, Ameryki oraz Australii i Oceanii. Mistrzostwa odbywały się od 15 do 20 lutego 2011 roku w Tajpej.
Wśród solistów zwyciężył Japończyk Daisuke Takahashi, zaś wśród solistek triumfowała jego rodaczka Miki Andō. W konkurencji par sportowych złoto zdobyli reprezentanci Chin Pang Qing i Tong Jian. W konkurencji par tanecznych tytuł wywalczyli reprezentanci Stanów Zjednoczonych Meryl Davis i Charlie White.

## Kwalifikacje
W zawodach mogli wziąć udział reprezentanci czterech kontynentów: Azji, Afryki, Ameryki oraz Australii i Oceanii, którzy przed dniem 1 lipca 2010 roku ukończyli 15 rok życia. W odróżnieniu od innych zawodów rangi mistrzowskiej w łyżwiarstwie figurowym, każdy kraj może wystawić 3 reprezentantów w każdej konkurencji, niezależnie od wyników osiągniętych przed rokiem.

## Kalendarium
- 17 lutego – taniec krótki i program krótki par sportowych,
- 18 lutego – taniec dowolny i program krótki solistów i program dowolny par sportowych,
- 19 lutego – program dowolny solistów i program krótki solistek,
- 20 lutego – program dowolny solistek i pokazy mistrzów.

## Klasyfikacja medalowa
| L.p. | Reprezentacja     | Złoto | Srebro | Brąz | Razem |
| ---- | ----------------- | ----- | ------ | ---- | ----- |
| 1    | Japonia           | 2     | 2      | 0    | 4     |
| 2    | Stany Zjednoczone | 1     | 1      | 2    | 4     |
| 3    | Chiny             | 1     | 0      | 0    | 1     |
| 5    | Kanada            | 0     | 1      | 2    | 3     |

## Wyniki

### Soliści

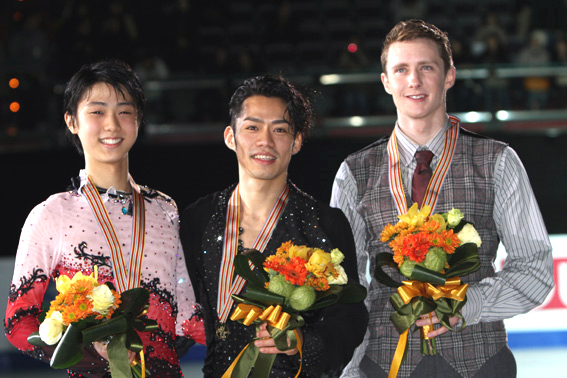
Medaliści w konkurencji solistów, od lewej Hanyū (JPN), Takahashi (JPN), Abbott (USA)

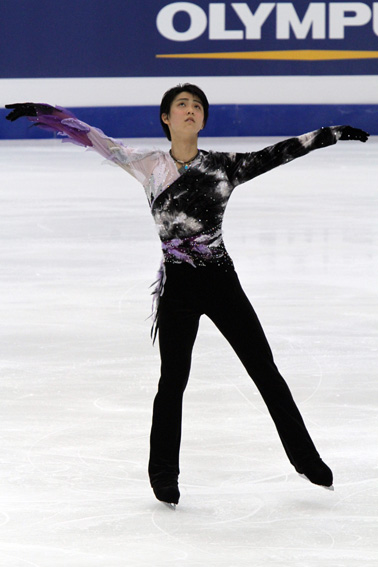
Wicemistrz czterech kontynentów Yuzuru Hanyū (JPN)

| Poz. | Zawodnik             | Reprezentacja     | Nota łączna | SP | SP    | FS | FS     |
| ---- | -------------------- | ----------------- | ----------- | -- | ----- | -- | ------ |
| 1    | Daisuke Takahashi    | Japonia           | 244,00      | 1  | 83,49 | 1  | 160,51 |
| 2    | Yuzuru Hanyū         | Japonia           | 228,01      | 3  | 76,43 | 3  | 151,58 |
| 3    | Jeremy Abbott        | Stany Zjednoczone | 225,71      | 2  | 76,73 | 4  | 148,98 |
| 4    | Takahiko Kozuka      | Japonia           | 223,52      | 6  | 66,25 | 2  | 157,27 |
| 5    | Adam Rippon          | Stany Zjednoczone | 210,01      | 4  | 72,71 | 5  | 137,30 |
| 6    | Guan Jinlin          | Chiny             | 201,98      | 9  | 64,68 | 6  | 137,30 |
| 7    | Armin Mahbanoozadeh  | Stany Zjednoczone | 200,67      | 5  | 66,40 | 9  | 134,27 |
| 8    | Wu Jialiang          | Chiny             | 199,78      | 10 | 63,30 | 7  | 136,48 |
| 9    | Song Nan             | Chiny             | 195,13      | 12 | 60,47 | 8  | 134,66 |
| 10   | Shawn Sawyer         | Kanada            | 192,94      | 7  | 65,71 | 10 | 127,23 |
| 11   | Kevin Reynolds       | Kanada            | 191,55      | 8  | 65,47 | 11 | 126,08 |
| 12   | Misza Ge             | Uzbekistan        | 182,06      | 13 | 58,60 | 12 | 123,46 |
| 13   | Abzał Rakymgalijew   | Kazachstan        | 180,75      | 11 | 60,95 | 13 | 119,80 |
| 14   | Joey Russell         | Kanada            | 171,18      | 14 | 57,67 | 15 | 113,51 |
| 15   | Kim Minseok          | Korea Południowa  | 168,59      | 15 | 53,67 | 14 | 114,92 |
| 16   | Mark Webster         | Australia         | 143,54      | 16 | 48,26 | 16 | 95,28  |
| 17   | Jordan Ju            | Chińskie Tajpej   | 134,33      | 18 | 44,37 | 17 | 89,96  |
| 18   | Brendan Kerry        | Australia         | 125,64      | 17 | 45,45 | 19 | 80,19  |
| 19   | Wun-Chang Shih       | Chińskie Tajpej   | 120,96      | 19 | 40,36 | 18 | 80,60  |
| 20   | Stephen Li-Chung Kuo | Chińskie Tajpej   | 117,96      | 20 | 37,82 | 20 | 80,14  |

### Solistki

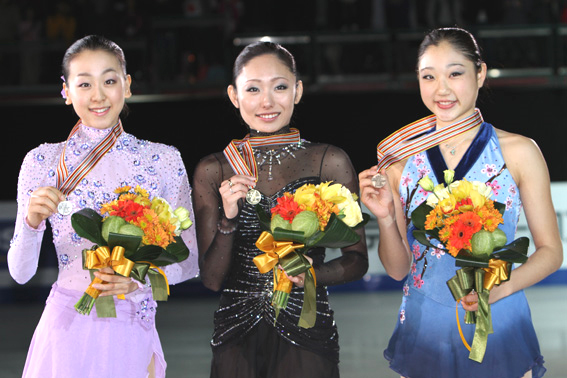
Medalistki w konkurencji solistek, od lewej Asada (JPN), Andō (JPN), Nagasu (USA)

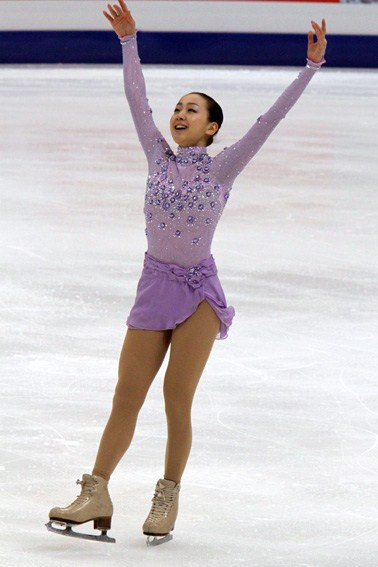
Wicemistrzyni czterech kontynentów Mao Asada (JPN)

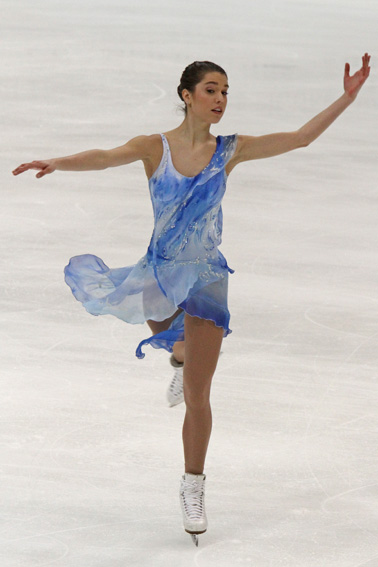
5. miejsce Alissa Czisny (USA)

| Poz.                                 | Zawodniczka              | Reprezentacja     | Nota łączna | SP | SP    | FS | FS     |
| ------------------------------------ | ------------------------ | ----------------- | ----------- | -- | ----- | -- | ------ |
| 1                                    | Miki Andō                | Japonia           | 201,34      | 1  | 66,58 | 1  | 134,76 |
| 2                                    | Mao Asada                | Japonia           | 196,30      | 2  | 63,41 | 2  | 132,89 |
| 3                                    | Mirai Nagasu             | Stany Zjednoczone | 189,46      | 4  | 59,78 | 3  | 129,68 |
| 4                                    | Rachael Flatt            | Stany Zjednoczone | 180,31      | 3  | 62,23 | 4  | 118,08 |
| 5                                    | Alissa Czisny            | Stany Zjednoczone | 168,81      | 5  | 58,94 | 5  | 109,87 |
| 6                                    | Cynthia Phaneuf          | Kanada            | 163,14      | 7  | 55,65 | 6  | 107,49 |
| 7                                    | Akiko Suzuki             | Japonia           | 162,59      | 6  | 57,64 | 7  | 104,95 |
| 8                                    | Kwak Min-jeong           | Korea Południowa  | 147,15      | 8  | 50,47 | 8  | 96,68  |
| 9                                    | Amélie Lacoste           | Kanada            | 137,48      | 9  | 50,06 | 9  | 87,42  |
| 10                                   | Cheltzie Lee             | Australia         | 127,90      | 10 | 48,72 | 10 | 79,18  |
| 11                                   | Myriane Samson           | Kanada            | 121,20      | 11 | 46,33 | 11 | 74,87  |
| 12                                   | Yun Yea-ji               | Korea Południowa  | 111,86      | 12 | 39,37 | 12 | 72,49  |
| 13                                   | Geng Bingwa              | Chiny             | 104,58      | 13 | 39,20 | 16 | 65,38  |
| 14                                   | Zhu Qiuying              | Chiny             | 102,38      | 16 | 35,08 | 15 | 67,30  |
| 15                                   | Lejeanne Marais          | Południowa Afryka | 101,90      | 19 | 31,99 | 13 | 69,91  |
| 16                                   | Kim Chae-hwa             | Korea Południowa  | 101,79      | 17 | 33,76 | 14 | 68,03  |
| 17                                   | Victoria Muniz           | Portoryko         | 99,40       | 15 | 35,45 | 17 | 63,95  |
| 18                                   | Melinda Wang             | Chińskie Tajpej   | 96,15       | 14 | 36,51 | 18 | 59,64  |
| 19                                   | Mimi Tanasorn Chindasook | Tajlandia         | 91,54       | 18 | 33,73 | 20 | 57,81  |
| 20                                   | Jaimee Nobbs             | Australia         | 89,93       | 20 | 31,94 | 19 | 57,99  |
| 21                                   | Crystal Kiang            | Chińskie Tajpej   | 86,60       | 21 | 31,89 | 21 | 54,71  |
| 22                                   | Mericien Venzon          | Filipiny          | 84,17       | 22 | 30,64 | 22 | 53,53  |
| 23                                   | Melanie Swang            | Tajlandia         | 82,08       | 23 | 29,50 | 23 | 52,58  |
| 24                                   | Chaochih Liu             | Chińskie Tajpej   | 78,28       | 24 | 28.52 | 24 | 49.76  |
| Nie awansowały do programu dowolnego |                          |                   |             |    |       |    |        |
| 25                                   | Tiffany Packard Yu       | Hongkong          | NQ          | 25 | 27,51 | NQ | NQ     |
| 26                                   | Brittany Lau             | Singapur          | NQ          | 26 | 26,61 | NQ | NQ     |
| 27                                   | Taryn Jurgensen          | Tajlandia         | NQ          | 27 | 26,28 | NQ | NQ     |
| 28                                   | Reyna Hamui              | Meksyk            | NQ          | 28 | 23.73 | NQ | NQ     |
| 29                                   | Mary Ro Reyes            | Meksyk            | NQ          | 29 | 22,22 | NQ | NQ     |

### Pary sportowe

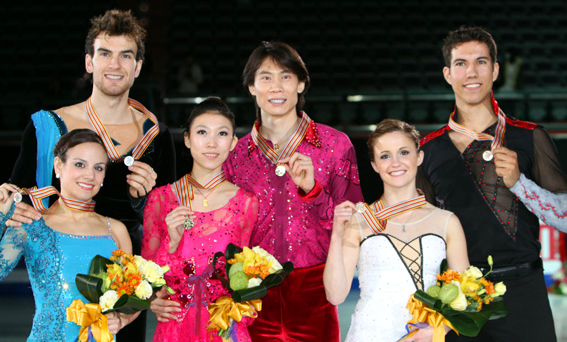
Medaliści w parach sportowych, od lewej Duhamel / Radford (CAN), Pang / Tong (CHN), Lawrence / Swiegers (CAN)

| Poz. | Zawodnicy                               | Reprezentacja     | Nota łączna | SP | SP    | FS | FS     |
| ---- | --------------------------------------- | ----------------- | ----------- | -- | ----- | -- | ------ |
| 1    | Pang Qing / Tong Jian                   | Chiny             | 199,45      | 1  | 71,41 | 1  | 128,04 |
| 2    | Meagan Duhamel / Eric Radford           | Kanada            | 181,79      | 3  | 59,92 | 2  | 121,87 |
| 3    | Paige Lawrence / Rudi Swiegers          | Kanada            | 171,73      | 2  | 59,98 | 4  | 111,75 |
| 4    | Caitlin Yankowskas / John Coughlin      | Stany Zjednoczone | 166,97      | 4  | 55,25 | 5  | 111,72 |
| 5    | Kirsten Moore-Towers / Dylan Moscovitch | Kanada            | 166,22      | 5  | 54,41 | 3  | 111,81 |
| 6    | Amanda Evora / Mark Ladwig              | Stany Zjednoczone | 157,30      | 6  | 52,23 | 6  | 105,07 |
| 7    | Narumi Takahashi / Mervin Tran          | Japonia           | 152,63      | 8  | 50,25 | 7  | 102,38 |
| 8    | Mary Beth Marley / Rockne Brubaker      | Stany Zjednoczone | 144,46      | 10 | 45,60 | 8  | 98,86  |
| 9    | Zhang Yue / Wang Lei                    | Chiny             | 138,93      | 7  | 50,61 | 10 | 88,32  |
| 10   | Dong Huibo / Wu Yiming                  | Chiny             | 135,10      | 9  | 46,41 | 9  | 88,69  |

### Pary taneczne

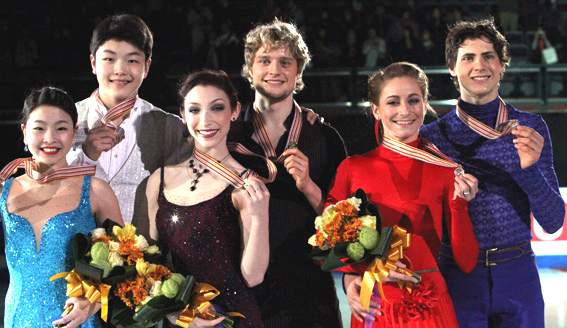
Medaliści w parach tanecznych, od lewej Shibutani / Shibutani (USA), Davis / White (USA), Crone / Poirier (CAN)

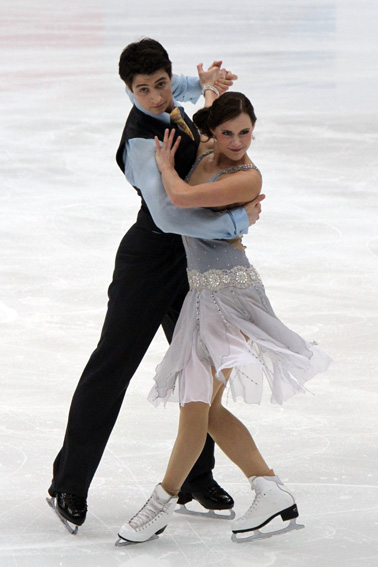
Liderzy po tańcu krótkim Tessa Virtue / Scott Moir (CAN), którzy z powodu kontuzji Virtue wycofali się z mistrzostw podczas tańca dowolnego

| Poz. | Zawodnicy                              | Reprezentacja     | Nota łączna | SD | SD    | FD  | FD     |
| ---- | -------------------------------------- | ----------------- | ----------- | -- | ----- | --- | ------ |
| 1    | Meryl Davis / Charlie White            | Stany Zjednoczone | 172,03      | 2  | 69,01 | 1   | 103,02 |
| 2    | Maia Shibutani / Alex Shibutani        | Stany Zjednoczone | 155,38      | 4  | 62,04 | 2   | 93,34  |
| 3    | Vanessa Crone / Paul Poirier           | Kanada            | 151,83      | 5  | 61,66 | 3   | 90,17  |
| 4    | Kaitlyn Weaver / Andrew Poje           | Kanada            | 151,14      | 3  | 65,45 | 4   | 85,69  |
| 5    | Madison Chock / Greg Zuerlein          | Stany Zjednoczone | 142,44      | 6  | 57,14 | 5   | 85,30  |
| 6    | Huang Xintong / Zheng Xun              | Chiny             | 130,29      | 7  | 52,93 | 6   | 77,36  |
| 7    | Yu Xiaoyang / Wang Chen                | Chiny             | 125,75      | 8  | 50,58 | 7   | 75,17  |
| 8    | Guan Xueting / Wang Meng               | Chiny             | 106,26      | 9  | 42,77 | 8   | 63,49  |
| 9    | Danielle O’Brien / Gregory Merriman    | Australia         | 104,69      | 10 | 42,67 | 9   | 62,02  |
| 10   | Corenne Bruhns / Benjamin Westenberger | Meksyk            | 88,55       | 11 | 40,68 | 10  | 47,87  |
| 11   | Maria Borounov / Evgeni Borounov       | Australia         | 72,23       | 12 | 28,52 | 11  | 43,71  |
| WD   | Tessa Virtue / Scott Moir              | Kanada            | DNF         | 1  | 69,40 | DNF | DNF    |